# فرودگاه منطقه‌ای ایست تگزاس
فرودگاه منطقه‌ای ایست تگزاس (به انگلیسی: East Texas Regional Airport) یک فرودگاه همگانی با کد یاتا GGG است که یک باند فرود آسفالت دارد و طول باند آن ۱۸۶۲ متر است. این فرودگاه در شهر لانگویو، تگزاس کشور ایالات متحده آمریکا قرار دارد و در ارتفاع ۱۱۱ متری از سطح دریا واقع شده است.

## شرکت‌های هواپیمایی و مقصدهای پروازی
| شرکت‌های هواپیمایی | مقصدهای پروازی |
| ----------------- | -------------- |
| امریکن ایگل       | دالاس-فورت ورث |